# 關島足球協會國家訓練中心
關島足球協會國家訓練中心是一座位於關島迪迪多的足球場。體育場可容納約5,000名觀眾。
2015年6月11日，在體育場舉行首場世界盃資格賽。比賽由關島對上土庫曼，關島以1-0獲勝。